# Vastagbél

A vastagbél szakaszainak helyzete a hasüregben az emésztőrendszer néhány egyéb fontos részéhez viszonyítva. Részei:
vakbél
felszálló vastagbél
harántvastagbél
leszálló vastagbél
szigmabél
végbél

A vastagbél (colon, intestinum crassum) a béltraktusnak a csípőbél beszájadzásától (valvula ileocaecalis; Bauhin-billentyű) a végbélnyílásig terjedő szakasza. A vékonybélből a megemésztett táplálék után visszamaradó salakanyag egy bizonyos idő elteltével az utóbélbe továbbítódik, annak is vastagbél (intestinum crassum; colon) részébe, egy szelepszerű képződményen keresztül (valvula ileocaecalis). Ez a képződmény megakadályozza, hogy a baktériumokat tartalmazó vastagbéltartalom visszajuthasson a steril vékonybélbe. A vastagbélben már csak a víz és ionok, valamint bizonyos vitaminok szívódnak fel. A széklet színét főleg a vékonybélbe beleömlött epe adja. A vastagbél szakaszait, anatómiai viszonyait a szócikk későbbi részei tárgyalják a hashártyaviszonyokkal együtt. Emésztés a vastagbélben lényegében nincs, csak a bélbaktériumok bontó tevékenysége, valamint K- és B-vitamin-termelése. A nyálkahártyájában lévő mirigyek csak nyákot termelnek. Vérellátását a felső és részben az alsó bélfodri artériából kapja. Vénája a májkapuvénába ömlik. A vastagbél a visszamaradt béltartalmat továbbítja a végbélbe, miközben az fokozatosan székletté alakul. A végbél egy 15–20 cm-es szakasza az utóbélnek, ahol már felszívódás nem történik, csak a széklet formálása és részben akaratlagosan befolyásolt reflexes ürítése egy záróizomrendszer megnyílásával. A végbél vénás elvezetésénél megemlíthető, hogy alsó szakaszán összeköttetés van a vena portae és a vena cava inferior rendszere között. Ezért itt a portális keringés akadályoztatásakor (pl. májzsugorban, stb.) könnyen alakulhatnak ki vénatágulatok (aranyerek). 

## Anatómiai jellemzői

### Elhelyezkedése
Szakaszai a hasüregben a vékonybeleket keretszerűen határolva helyezkednek el.

### Méretei
Hossza: 150–160 cm
Átmérője: 6–8 cm, a kezdetétől fokozatosan csökken a végbélnyílás irányába; (distalis) irányba;
Körfogata: 25–30 cm a vakbél (coecum) szintjén, 12–15 cm a szigmabél szintjén

### Szakaszai

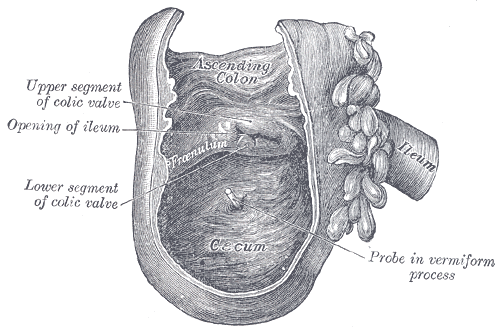
A vakbél (feltárva). Látható az ileocoecalis billentyű, az ileum és a processus vermiformis szájadéka (utóbbiban egy szonda vége).

#### Vakbél
A vakbél (caecum) az ileum beszájadzása alatti rész, amely a jobb csípőárokban helyezkedik el. Ennek egy csökevényes nyúlványa a féregnyúlvány (appendix vagy processus vermiformis). A csípőárokhoz vagy lazán tapadva vagy hashártyakettőzettel kötődik. A caecum alsó pólusán helyezkedik el a féregnyúlvány, a köznyelv ezt nevezi vakbélnek. A féregnyúlvány gyulladását appendicitisnek nevezzük (a köznyelvben ezt nevezik vakbélgyulladásnak). A féregnyúlvány helyzete és hashártyaviszonyai egyénileg igen változatosak. A vakbélből, a féregnyúlvány becsatlakozásának helyétől, hosszanti simaizomkötegek (taeniae) indulnak a vastagbél felé. Ezeknek az egyik része a felszálló vastagbél elülső részén, kettő pedig annak jobb és bal oldalán helyezkednek el. Mivel a hosszanti kötegek rövidebbek mint a bélfal, ezért a vastagbélen kiöblösödések (haustra coli) találhatók.

#### Felszálló vastagbél
A felszálló remese (colon ascendens) vakbél folytatásaként a máj alsó felszínéig húzódik. Hashártyakettőzete nincs, egy keskeny sávban közvetlenül tapad a hátsó hasfalhoz. A többi részén hashártya borítja, így intraperitonealis elhelyezkedésűnek tekinthető.

#### Jobb oldali vastagbélhajlat
A jobb oldali vastagbélhajlat (flexura coli dextra vagy flexura hepatica) vastagbélnek a máj alsó felszínénél található hajlata, ahol a felszálló vastagbél élesen áthajlik a haránt vastagbélbe.

#### Haránt vastagbél
A haránt vastagbél (colon transversum) - különböző mértékben lefelé konvex ívet képezve - a máj alsó felszíne és a gyomor nagy görbülete alatt húzódik át a máj alól a lép alsó pólusához. Helyzetét a gyomor teltsége, a belek teltsége, a testhelyzet stb. befolyásolják. Saját hashártyakettőzete van (mesocolon transversum), ezért a vastagbélnek ez a legkevésbé fixált szakasza. A hashártyakettőzet részt vesz a cseplesztömlő (bursa omentalis) alsó határának képzésében. A gyomorral hashártyaszalag köti össze, innen lóg le a belek elé a kötényszerű hashártyakettőzet, a nagycseplesz (omentum majus).

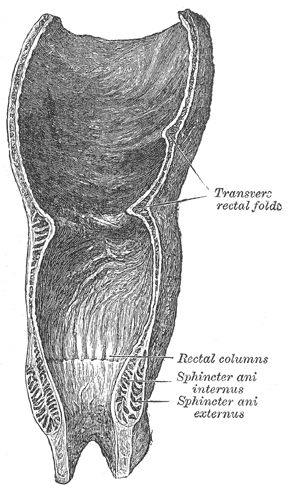
A végbél (feltárva).

#### Bal oldali vastagbélhajlat
A bal oldali vastagbélhajlat (flexura coli sinistra vagy flexura lienalis) a lép alsó pólusánál, szalaggal a rekeszhez rögzítve, a jobb oldali hajlatnál magasabban helyezkedik el. A haránt vastagbél itt hajlik át élesen a leszálló vastagbélbe.

#### Leszálló vastagbél
A leszálló vastagbél (colon descendens) a hátsó hasfalhoz egy keskeny sávban rögzülve a bal oldali vastagbélhajlattól megközelítőleg függőlegesen száll le a bal oldali csípőárok (fossa iliaca) irányába. Ott megy át a szigmabélbe, ahol ez utóbbinak a hashártyakettőzete megjelenik.

#### Szigmabél
A szigmabél (colon sigmoideum) a vastagbélnek kettősen meghajlott, saját hashártyakettőzettel (mesosigmoideum) bíró, mobilis szakasza. Nagyjából a bal csípőárkot tölti ki.

#### Végbél
A végbél (rectum) a vastagbélnek a kismedencében található utolsó szakasza. Két görbülete közül a felső (flexura sacralis), a nagyobb, hátra konvex, és a keresztcsont homorulatába fekszik bele. Ennél lényegesen rövidebb az ellentétes görbületű gáti görbület (flexura perinealis). A végbélnek ez a szakasza a gátat fúrja át, és összenő annak izmaival és kötőszövetes lemezeivel (fascia).

#### Végbélnyílás
A végbélnyílás (anus) a végbélnek a gáton található kimeneti nyílása. Falában két záróizom a belső körkörös réteg megvastagodásából kialakuló belső (nem akaratlagos) záróizom (musculus sphincter ani internus), és a harántcsíkolt izomrostokból álló külső (akaratlagos) záróizom (musculus sphincter ani externus) található. Ezek biztosítják az akaratlagos széklettartást, illetve részben reflexes, részben akaratlagos megnyílásukkal a székletürítést. (A végbél megbetegedéseivel az orvoslás egy külön szakága, a (proctológia) is foglalkozik)

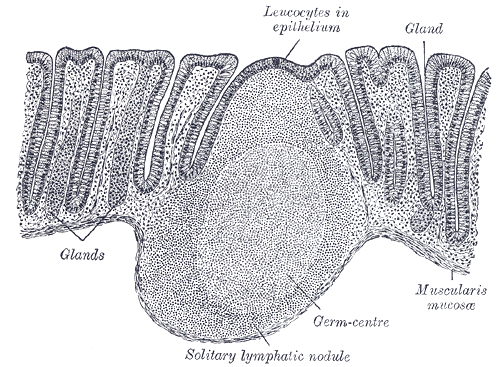
A vastagbél nyálkahártya benne egy magányos nyiroktüszővel (folliculus lymphaticus solitarius).

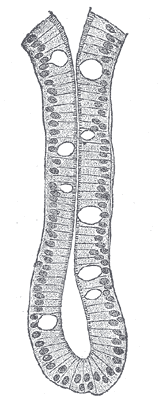
Lieberkühn-féle mirigy hengerhámsejtekkel és kehelysejtekkel

### Szövettan
A vastagbél falszerkezete a bélcsatornára jellemző általános rétegződést mutatja. Lásd: Nyálkahártya. Redők és bélbolyhok a vastagbélben nincsenek. Hámja kutikulás hengerhám, a hengerhámsejtek között sok nyáktermelő kehelysejttel. Ez a hámbélés terjed be a nyálkahártya saját kötőszövetes rétegébe (tunica propria) benyúló, egymás mellett sűrűn és szabályosan elhelyezkedő, jól fejlett egyszerű csöves mirigyekbe (Lieberkühn mirigyek). A külső hosszanti izomréteg a vastagbél legnagyobb részén csak a taeniákban jól fejlett, bár fokozatosan egységesül a szigmabél és a végbél területén.

### Vérellátás
A vastagbelet a haránt vastagbél bal oldali harmadáig a felső bélfodri verőér (arteria mesenterica superior), innen az alsó bélfodri verőér (arteria mesenterica inferior) látja el. A végbél felső harmadát az alsó bélfodri verőér, középső harmadát a belső csípőverőér (arteria iliaca interna), alsó harmadát a belső szeméremverőér (arteria pudenda interna) látja el. A vastagbél vénás vére - a végbél alsó kétharmadának kivételével - a májkapugyűjtőér (vena portae) rendszerébe szedődik össze.

### Beidegzés
Lásd: Fontosabb autonóm beidegzések

### A vastagbél betegségei
A vastagbél betegségei különféle okok miatt alakulhatnak ki, és a tünetek változatosak lehetnek. A leggyakoribb vastagbélbetegségek a következők:
```
1. Divertikulózis és divertikulitisz
  - Divertikulózis: A vastagbél falán apró kiöblösödések (divertikulumok) alakulnak ki, amelyek általában tünetmentesek.
  - Divertikulitisz: Amikor ezek a divertikulumok begyulladnak vagy elfertőződnek, fájdalom, láz, és székrekedés jelentkezhet.
  - Tünetek: hasi fájdalom (általában a bal alsó hasüregben), láz, puffadás, székrekedés vagy hasmenés.
  - Kezelés: antibiotikumok, rostban gazdag étrend, súlyos esetekben műtét.
```

```
2. Fekélyes vastagbélgyulladás (colitis ulcerosa)
  - Leírás: Krónikus gyulladásos bélbetegség (IBD), amely a vastagbél nyálkahártyájának fekélyes gyulladásával jár. A gyulladás általában a végbélből indul és fokozatosan terjed felfelé a vastagbélben.
  - Tünetek: véres hasmenés, hasi görcsök, sürgető székelési inger, fáradtság, súlyvesztés.
  - Kezelés: gyulladáscsökkentő gyógyszerek, immunszuppresszív szerek, súlyos esetekben műtét (pl. vastagbél eltávolítása).
```

```
3. 
Crohn-betegség

  - Leírás: Gyulladásos bélbetegség (IBD), amely a gyomor-bél traktus bármely részét érintheti, de leggyakrabban a vékonybél és a vastagbél érintett. A Crohn-betegség súlyos esetekben a bélfal minden rétegére kiterjed.
  - Tünetek: hasi fájdalom, hasmenés (néha véres), súlyvesztés, fáradtság, végbélsipolyok.
  - Kezelés: gyulladáscsökkentők, immunszuppresszánsok, biológiai terápiák, súlyos esetekben műtét.
```

```
4. 
Irritábilisbél-szindróma
 (IBS)
  - Leírás: Funkcionális emésztőrendszeri zavar, amely a vastagbelet és a vékonybelet egyaránt érintheti. Nem jár szervi elváltozásokkal vagy gyulladással.
  - Tünetek: hasi fájdalom, puffadás, székrekedés vagy hasmenés, székelési szokások változása.
  - Kezelés: diéta, gyógyszerek, stresszkezelés.
```

```
5. 
Kolorektális rák (vastagbél- és végbélrák)

  - Leírás: A vastagbél és a végbél daganatai, amelyek kezdetben általában jóindulatú polipokként jelennek meg, de idővel rosszindulatúvá válhatnak.
  - Tünetek: véres széklet, hasi fájdalom, székrekedés, hasmenés, fogyás, fáradtság.
  - Kezelés: műtét, kemoterápia, sugárkezelés.
```

```
6. Vastagbél polipok
  - Leírás: A vastagbél belső falán növekvő kis szöveti kinövések. Ezek lehetnek jóindulatúak (mint a tubuláris adenómák) vagy előrehaladottabb állapotban rákosak.
  - Tünetek: általában tünetmentesek, de előfordulhat véres széklet.
  - Kezelés: polipok eltávolítása kolonoszkópia során.
```

```
7. Mikroszkópos colitis
  - Leírás: A vastagbél krónikus gyulladása, amelyet csak mikroszkópos vizsgálattal lehet diagnosztizálni.
  - Tünetek: vizes hasmenés, hasi fájdalom.
  - Kezelés: gyulladáscsökkentő gyógyszerek, diéta.
```

```
8. Fertőző vastagbélgyulladás
  - Leírás: Különböző kórokozók (baktériumok, vírusok, paraziták) okozta fertőzések. A vastagbél nyálkahártyáját károsíthatják.
  - Tünetek: hasmenés, hasi fájdalom, láz, vér a székletben.
  - Kezelés: antibiotikumok, antivirális szerek, parazitaellenes gyógyszerek.
```

```
9. Iszkémiás colitis
  - Leírás: A vastagbél vérellátásának zavara, amely szövetkárosodáshoz vezethet.
  - Tünetek: hirtelen hasi fájdalom, véres széklet, hányinger.
  - Kezelés: folyadékpótlás, súlyos esetben sebészeti beavatkozás.
```

```
10. Clostridium difficile fertőzés
  - Leírás: Antibiotikum-használat után kialakuló fertőzés, amely súlyos vastagbélgyulladást okoz. A Clostridium difficile baktérium toxinokat termel, amelyek károsítják a vastagbél nyálkahártyáját.
  - Tünetek: vizes hasmenés, hasi görcsök, láz.
  - Kezelés: antibiotikumok, súlyos esetben széklet-transzplantáció.
```

```
11. Pseudomembranosus colitis
  - Leírás: Antibiotikum-használat után kialakuló vastagbélgyulladás, amely a vastagbél nyálkahártyáján "álhártyák" (pseudomembránok) kialakulásával jár.
  - Tünetek: hasi fájdalom, hasmenés, láz.
  - Kezelés: antibiotikumok (vancomycin, metronidazol).
```

Ezek a leggyakoribb vastagbél betegségek, amelyek különböző súlyosságúak lehetnek, és eltérő kezelési megközelítést igényelnek. A korai diagnózis és megfelelő kezelés fontos a szövődmények elkerülése érdekében.